# Marcación (náutica)

La rosa de una brújula mostrando la diferencia en grados entre un objeto y el norte

Controversia: Algunos autores definen como Demora lo que definiremos como Marcación.
Se denomina marcación a un objeto al ángulo horizontal formado entre el norte y la visual desde el observador en el buque hasta el objeto.
Se mide con origen en el norte de 0° a 360° en el sentido de las agujas del reloj.
Según sea la referencia empleada se tendrá:
- Norte verdadero: Mv (marcación verdadera).
- Norte magnético: Mm (marcación magnética).
- Norte compás: Mc (marcación compás).

La marcación se mide con un instrumento llamado compás de marcaciones.
Controversia: Pero más que una preferencia de autor, la confusión entre demora y marcación parece estar ligada a concepciones nacionales. En Argentina y solamente allí se invierten las definiciones de marcación y demora. Un autor lo explica:

En la Argentina una demora es un ángulo horizontal generado a partir de la línea de crujía (el eje de simetría longitudinal) desde la proa hacia una visual a otro barco, edificio, faro, o lo que sea, incluso una ballena; la línea de crujía es recta, y la visual también, entonces el ángulo puede medir desde cero (directamente por delante del barco) hasta 180º (justo a la popa del mismo), tanto sea por estribor como por babor.

Una convención internacional que vemos reflejada tanto en la brújula como en el talco o transportador para trabajar sobre la carta, dice que los ángulos generados en el sentido de las agujas del reloj son positivos, y si lo opuesto, negativos. La misma regla se aplica a las demoras, siendo entonces positivas (+) si se dan por estribor y negativas (-) por babor.

Para cualquier otro país que no sea Argentina, a la demora se la denomina marcación, y viceversa. Una marcación, en Argentina, es el ángulo entre el norte y la visual al punto en cuestión, va desde 0º hasta 360°, y es independiente de la crujía, o sea del rumbo que lleva el barco. Por lo tanto el rumbo es el ángulo que parte del norte, en el sentido horario, hasta la crujía por la proa.